# Konstadinos Filippidis
Konstadinos Filippidis (grekiska: Κωνσταντίνος Φιλιππίδης), född 26 november 1986 i Aten, är en grekisk stavhoppare. Hans främsta meriter är ett guld från Medelhavsspelen 2005 samt ett guld från inomhus-VM 2014.
Filippidis genombrott kom 2005 då han vann Medelhavsspelen på höjden 5,60 meter. Samma år slutade han även tvåa vid junioreuropamästerskapen i friidrott. Vid sommaruniversiaden 2005 slutade han 2:a på det då nya grekiska rekordet 5,75. Därefter dröjde det till 2011 innan han nådde samma höjder igen, då han vid Världsmästerskapen i friidrott 2011 slutade 6:a på tangerat grekiskt rekord, 5,75 meter. 2014 vann han världsmästerskapen inomhus med ett hopp på 5,80 meter. 
Filippidis personliga, samt grekiska rekord, 5,91 meter sattes den 4 juli 2015 på Stade de France i Paris. Inomhus lyder hans personbästa 5,83, satt i Linz 31 januari 2013.
2007 testades han positivt för etilefrin-doping och stängdes av i två år. Han återkom i tävlan 2009. 

## Personbästa
| Gren               | Resultat    | Datum       | Plats            |
| ------------------ | ----------- | ----------- | ---------------- |
| Stavhopp (utomhus) | 5,91 m (NR) | 4 juli 2015 | Paris, Frankrike |
| Stavhopp (inomhus) | 5,85 m (NR) | 3 mars 2017 | Belgrad, Serbien |